# Whirinaki Forest Iconic Waterfall
Der Whirinaki Forest Iconic Waterfall ist ein Wasserfall im Whirinaki Te Pua-a-Tāne Conservation Park in der Region Bay of Plenty auf der Nordinsel Neuseelands. Er liegt im Lauf des Whirinaki River. Seine Fallhöhe beträgt etwa 5 Meter.
In der Ortschaft Te Whaiti zweigt vom New Zealand State Highway 38 die Minginui Road in südwestlicher bis südlicher Richtung ab. An ihrem Ende befindet sich ein Wanderparkplatz. Der linke zweier von dort beginnender Wanderwege führt in etwa 1,5 Stunden Gehzeit zu den Whirinaki Falls. Dabei kommt der hier beschriebene Wasserfall bereits nach 15 Minuten in Sicht.